# マルク＝アンドレ・テア・シュテーゲン
マルク＝アンドレ・テア・シュテーゲン（Marc-André ter Stegen、1992年4月30日 - ）は、ドイツ・メンヒェングラートバッハ出身のサッカー選手。FCバルセロナ所属。ドイツ代表。ポジションはGK。

## 経歴

### クラブ

#### ボルシアMG

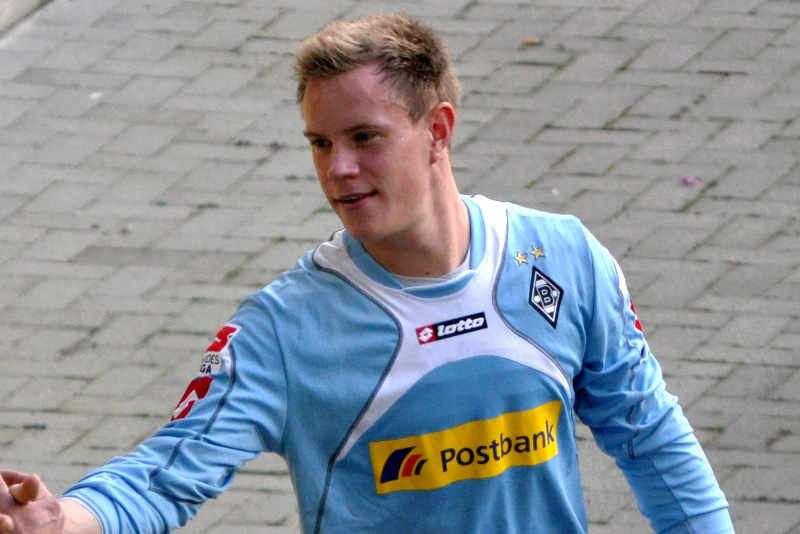
2011年のテア・シュテーゲン

1996年からボルシア・メンヒェングラートバッハのユースチームに所属し、2009年にトップチームに昇格した。2010-11シーズンにブンデスリーガデビューを果たすが、当時のチームは成績が低迷し残り6試合を残し最下位に沈んでいた。また、クリストファー・ハイメロート、ローガン・バイリーの両GKはいずれも不安定なパフォーマンスに終始していた。デビュー戦となった2011年4月10日の1.FCケルン戦で5-1の勝利に貢献したのを皮切りに、昇降格プレーオフ圏内の16位にまで立て直し、VfLボーフムとのプレーオフに勝利するなど残留に貢献した。
バイリーが退団した2011-12シーズンは名実ともに正GKの座を確立し、バイエルン・ミュンヘンを2度破るなどリーグ戦4位とUEFAチャンピオンズリーグ出場権獲得に貢献した。

#### バルセロナ
2014年5月、FCバルセロナへの加入が決定した。契約期間は2019年までの5年間で、移籍金は1200万ユーロと発表された。同じく新加入のクラウディオ・ブラーボとのGKローテーション制により、リーグ戦での出場はなかったものの、国王杯とチャンピオンズリーグを担当し、国王杯では8試合出場5失点、チャンピオンズリーグでは全試合に出場して13試合11失点6試合無失点に抑え、チームの三冠達成に貢献した。特に印象深いセーブとして、準決勝のバイエルン戦2ndレグでのものが挙げられる。バイエルンFWのレヴァンドフスキの至近距離からのシュートを体勢が崩れながらも左手一本でセーブ、こぼれ球もゴールラインを割る寸でのところでかき出した。2015年9月12日、2015-16シーズンの第3節アトレティコ・マドリード戦でリーグ戦初出場を果たした。2016年8月28日、2016-17シーズン第2節のアスレティック・ビルバオ戦では46本のパスをつないで、リーガ・エスパニョーラのGKとしては最多となる記録を達成した。GKローテーション制に不満を持っていたブラーボがマンチェスター・シティFCに移籍したことに伴い、2016-17シーズンからは正GKに定着することとなった。
2017年5月28日、バルセロナとの契約を2020年まで延長した。
2017-18シーズンはコンフェデレーションズ・カップからの好調を維持。前半シーズンにおいて出場した22試合の内15試合でクリーンシートを達成した。2017年最後の試合であるレアル・マドリードとのエル・クラシコでも好セーブを披露し、チームの完封勝利に貢献した。エル・クラシコ後にはスペインのマルカ紙から「GKグローブをつけたメッシ」と称賛された。シーズン後半戦も安定したプレーを披露し、チームのリーガ・エスパニョーラ制覇に大きく貢献した。33節セルタ戦ではバルセロナで初めてのキャプテンを務めた。シーズン終盤までアトレティコ・マドリードのGKオブラクとサモラ賞を争ったが、37節のレバンテ戦の5失点がひびき初のサモラ賞獲得はならなかった。2017-18シーズンは国内で2冠(リーグ戦、国王杯)を達成するもチャンピオンズ・リーグでは3年連続ベスト8に留まった。しかし、個人としては世界屈指のGKという評価を受ける程成長、充実したシーズンを送った。
UEFAによりリリースされたファン投票による2018年ベストイレブンにメッシとともに選出された。
2022-23シーズンも引き続き正守護神を務め、クラブ加入後初となるサモラ賞を受賞した。
2023年8月25日、FCバルセロナとの契約を2028年6月まで延長した。

### 代表

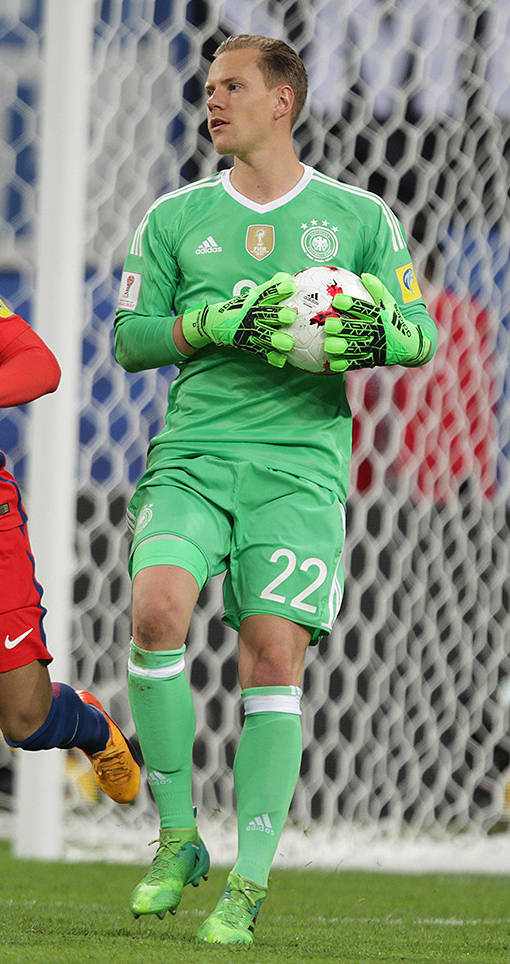
ドイツ代表でのテア・シュテーゲン (2017年)

ドイツ代表としてUEFA U-17欧州選手権2009、2009 FIFA U-17ワールドカップに出場した。
2012年5月7日、ポーランドとウクライナで共同開催されるUEFA EURO 2012の代表候補に選出され、5月26日のスイス代表戦で代表をデビューしたが、試合は3-5で敗れた。2日後の5月28日に発表された23人の最終登録メンバーからは落選した。
2014年5月8日、2014 FIFAワールドカップに臨むドイツ代表の最終候補からは落選したが、一方で同年5月13日のポーランド代表戦のメンバーには招集され後半から途中出場をした。
2017年5月、ロシアで開催されるFIFAコンフェデレーションズカップ2017の代表メンバーに選出された。FIFAコンフェデレーションズカップ2017では4試合に出場し、ドイツの当大会の制覇に貢献した。
2017-18シーズンの代表戦では、正守護神のマヌエル・ノイアーが長期離脱したこともあり、ドイツのゴールマウスを守っている。代表の正GKに関しては「ノイアーが復帰すれば、彼が正GKだ」とも話している。
2018年、ロシアW杯ではクラブでの活躍やノイアーが長期離脱を経てからの復帰だったこともあり、テアシュテーゲンを正GKに押す声もあった。しかし、ドイツ代表監督レーヴは長期離脱明けのノイアーを正GKに据えた。このことに関して、テアシュテーゲンは「シーズンを最高のレベルでプレーすることができたから、この状況に失望していることは確かだよ。でも私は新しい目標を立てたんだ。大会中にノイアーを全力でサポートすることさ」と述べている。しかし2019年9月には未だにノイアーが正GKであることに苛立ちを感じていることを明かし、ノイアーもまたテア・シュテーゲンに苦言を呈していた。2021年、怪我によりユーロ2020に参加出来なかった。

## 人物
姓の「テア・シュテーゲン」はドイツ国内では一般的なものではなく隣国のオランダにルーツを持つ。彼自身はドイツ国籍のみを有し、自らをドイツ人であると感じていると語っている。
メディアからは「ミニ・カーン」と称して往年のドイツ代表キーパーであるオリバー・カーンと比較されることもあるが、自身は「私はマルク＝アンドレ・テア・シュテーゲンであって他の誰でもない」と評している。しかし、スペイン紙のインタビューではオリバー・カーンがヒーローであると語っている。
ドイツU-17代表の頃からライバルであるベルント・レノとは常にオリバー・カーンとイェンス・レーマンを引き合いに出されメディアから比較されている。このことに関してはメディアが過剰に報道している面もあり、テアシュテーゲンは「関係がうまくいかない時期もあったが、ライバル関係なのだから当たり前だ」と述べ、それでも互いにリスペクトはしているという旨を述べている。
2017-18シーズン、チャンピオンズリーグのグループステージのユヴェントス戦において、試合終了間際にパウロ・ディバラの決定的なシュートをビックセーブで防ぎチームに勝ち点1をもたらした。このビックセーブをユヴェントスのGK、ブッフォンも試合終了後のピッチで称えている。
第2GKのヤスパー・シレッセンとも良好な関係を築いているようで、エル・パイス紙でのインタビューにおいて彼の立場（第2GK）は難しいものだと理解していると述べ、そのような状況において彼のような名手が控えていてくれることはとても心強いと発言し、お互いをリスペクトしている。出場機会を求めて2018-19シーズンをもってバルセロナから退団し、バレンシアへと移籍したヤスパー・シレッセンに対し、SNSで感謝と今後の活躍を祈るメッセージを送った。
2012年より交際を続けていたダニエラ・ヘレンと2017年に結婚した。
ヴィッセル神戸への移籍が決まったアンドレス・イニエスタに向けて自身のSNS上で「日本で頑張ってください！」と日本語でメッセージを寄せた。
ファンとの交流を大切にしており、度々SNS上でファンと交流している姿が見られる。シュテーゲンは反射神経に優れ1対1の安定感、クロスボールの処理、ビルドアップ、ロングフィード、スローイングなどを高水準で兼ね備え、世界最高峰のゴールキーパーの一人として数えられる。キーパーグローブとスパイクはアディダス社のものを着用している。

## 個人成績
2023年6月5日現在
| クラブ       | 年度         | リーグ         | 背番号       | リーグ | リーグ | カップ | カップ | 国際大会 | 国際大会 | その他 | その他 | 合計 | 合計 |
| クラブ       | 年度         | リーグ         | 背番号       | 出場   | 得点   | 出場   | 得点   | 出場     | 得点     | 出場   | 得点   | 出場 | 得点 |
| ------------ | ------------ | -------------- | ------------ | ------ | ------ | ------ | ------ | -------- | -------- | ------ | ------ | ---- | ---- |
| ボルシアMG   | 2010–11      | ブンデスリーガ | 21           | 6      | 0      | 0      | 0      | -        | -        | 2      | 0      | 8    | 0    |
| ボルシアMG   | 2011–12      | ブンデスリーガ | 1            | 34     | 0      | 5      | 0      | -        | -        | -      | -      | 39   | 0    |
| ボルシアMG   | 2012–13      | ブンデスリーガ | 1            | 34     | 0      | 2      | 0      | 9        | 0        | -      | -      | 45   | 0    |
| ボルシアMG   | 2013–14      | ブンデスリーガ | 1            | 34     | 0      | 1      | 0      | -        | -        | -      | -      | 35   | 0    |
| ボルシアMG   | 通算         | 通算           | 通算         | 108    | 0      | 8      | 0      | 9        | 0        | 0      | 0      | 127  | 0    |
| FCバルセロナ | 2014-15      | プリメーラ     | 1            | 0      | 0      | 8      | 0      | 13       | 0        | -      | -      | 21   | 0    |
| FCバルセロナ | 2015-16      | プリメーラ     | 1            | 7      | 0      | 7      | 0      | 10       | 0        | 2      | 0      | 26   | 0    |
| FCバルセロナ | 2016-17      | プリメーラ     | 1            | 36     | 0      | 1      | 0      | 9        | 0        | 0      | 0      | 46   | 0    |
| FCバルセロナ | 2017-18      | プリメーラ     | 1            | 37     | 0      | 0      | 0      | 9        | 0        | 2      | 0      | 48   | 0    |
| FCバルセロナ | 2018-19      | プリメーラ     | 1            | 35     | 0      | 2      | 0      | 11       | 0        | 1      | 0      | 49   | 0    |
| FCバルセロナ | 2019-20      | プリメーラ     | 1            | 36     | 0      | 2      | 0      | 8        | 0        | 0      | 0      | 46   | 0    |
| FCバルセロナ | 2020-21      | プリメーラ     | 1            | 31     | 0      | 4      | 0      | 5        | 0        | 2      | 0      | 42   | 0    |
| FCバルセロナ | 2021-22      | プリメーラ     | 1            | 35     | 0      | 1      | 0      | 12       | 0        | 1      | 0      | 49   | 0    |
| FCバルセロナ | 2022-23      | プリメーラ     | 1            | 38     | 0      | 3      | 0      | 7        | 0        | 2      | 0      | 50   | 0    |
| FCバルセロナ | 通算         | 通算           | 通算         | 255    | 0      | 28     | 0      | 84       | 0        | 10     | 0      | 377  | 0    |
| キャリア通算 | キャリア通算 | キャリア通算   | キャリア通算 | 378    | 0      | 36     | 0      | 93       | 0        | 12     | 0      | 522  | 0    |

出典

## 代表歴

### 出場大会
- U-17ドイツ代表
  - 2009年 - UEFA U-17欧州選手権2009（優勝）
  - 2009年 - 2009 FIFA U-17ワールドカップ（ベスト16）
- U-21ドイツ代表
  - 2009年 - UEFA U-21欧州選手権（優勝）
- ドイツ代表
  - 2016年 - UEFA EURO 2016（ベスト4）
  - 2017年 - FIFAコンフェデレーションズカップ（優勝）
  - 2018年 - 2018 FIFAワールドカップ（グループリーグ敗退）
  - 2018年 - UEFAネーションズリーグ2018-19
  - 2022年 - 2022 FIFAワールドカップ（グループリーグ敗退）
  - 2024年 - UEFA EURO 2024

### 試合数
- 国際Aマッチ 40試合 0得点（2012年- ）[26][25]

| ドイツ代表 | 国際Aマッチ | 国際Aマッチ |
| 年         | 出場        | 得点        |
| ---------- | ----------- | ----------- |
| 2012       | 2           | 0           |
| 2013       | 1           | 0           |
| 2014       | 1           | 0           |
| 2015       | 0           | 0           |
| 2016       | 4           | 0           |
| 2017       | 10          | 0           |
| 2018       | 3           | 0           |
| 2019       | 3           | 0           |
| 2020       | 0           | 0           |
| 2021       | 3           | 0           |
| 2022       | 3           | 0           |
| 2023       | 8           | 0           |
| 2024       | 2           | 0           |
| 通算       | 40          | 0           |

## タイトル

### クラブ
FCバルセロナ
- プリメーラ・ディビシオン：6回 (2014-15, 2015-16, 2017-18, 2018-19, 2022-23, 2024-25)
- コパ・デル・レイ：6回 (2014–15, 2015-16, 2016-17, 2017-18, 2020-21, 2024-25)
- スーペルコパ・デ・エスパーニャ：4回 (2016, 2018, 2022-23, 2024-25)
- UEFAチャンピオンズリーグ：1回 (2014-15)
- UEFAスーパーカップ：1回 (2015)
- FIFAクラブワールドカップ：1回 (2015)

### 代表
- FIFAコンフェデレーションズカップ：2017

### 個人
- フリッツ・ヴァルター・ブロンズメダル・U-17部門（2009年）[27]。
- フリッツ・ヴァルター・ブロンズメダル・U-19部門（2011年）[28]。
- UEFAチャンピオンズリーグベストチーム：1回 (2014-15[29])
- サモラ賞 : 1回 (2022-23)